# Lucio Dalla/Marco Di Marco
Lucio Dalla/Marco di Marco è un album di musica jazz, uscito per la prima volta nel 1985 su etichetta Fonit Cetra e si avvale, oltre che dei due protagonisti, Lucio Dalla (clarinetto e voce) & Marco Di Marco (pianoforte), anche di altri due musicisti come Jacky Samson (basso) e Charles Saudrais (percussioni).
I brani sono tutti composti da Marco Di Marco, ad eccezione di Stella by Starlight e It Might as Well Be Spring. Nel brano Cervia's Kites, inoltre, hanno collaborato Luca Malaguti (basso) e Paolino Borgatti.

## Tracce
1. Glowing
2. Stella by Starlight
3. Camparenda
4. Gull Flight
5. It Might as Well Be Spring
6. Cervia's Kites